# Belgrave, Leicestershire
Belgrave är en stadsdel i Leicester, i distriktet Leicester, i grevskapet Leicestershire, i England. Stadsdelen hade 20 565 invånare år 2021. Belgrave var en civil parish fram till 1896 när blev den en del av Leicester. Civil parish hade 11 405 invånare år 1891. Byn nämndes i Domedagsboken (Domesday Book) år 1086, och kallades då Merdegrave.